# Козаченко Іван Васильович
Козаченко Іван Васильович (9 серпня 1936, Носівка — 1999) — композитор, член Спілки композиторів України. Народився в Носівці. Автор понад 200 пісень (збірка «Моя ти земле калинова», 1994). Вів гуртки: оркестр народних інструментів, ансамбль бандуристів, ансамбль сопілкарів. На першому всесоюзному фестивалі народної творчості ансамбль сопілкарів удостоєний Диплома 2-го ступеня. Вчитель кобзаря Василя Нечепи.

## Джерело
- Фурса В. М. «Славні імена Носівщини». — Ніжин: ТОВ "Видавництво «Аспект-Поліграф», 2009. — 200 с. : іл. ISBN 978-966-340-357-1

| українська персоналія | Це незавершена стаття про особу, що має стосунок до України. Ви можете допомогти проєкту, виправивши або дописавши її. |